# Faver
Faver és un antic municipi italià, dins de la província de Trento. L'any 2007 tenia 840 habitants. Limitava amb els municipis de Cembra, Salurn (BZ), Segonzano i Valda.
L'1 de gener 2016 es va fusionar amb els municipis de Grauno, Grumes i Valda creant així el nou municipi d'Altavalle, del qual actualment és una frazione.

## Administració
| Període | Identitat         | Partit        |
| ------- | ----------------- | ------------- |
| 2008-   | Osvaldo di Crisci | Llista cívica |